# Jean II Le Meingre

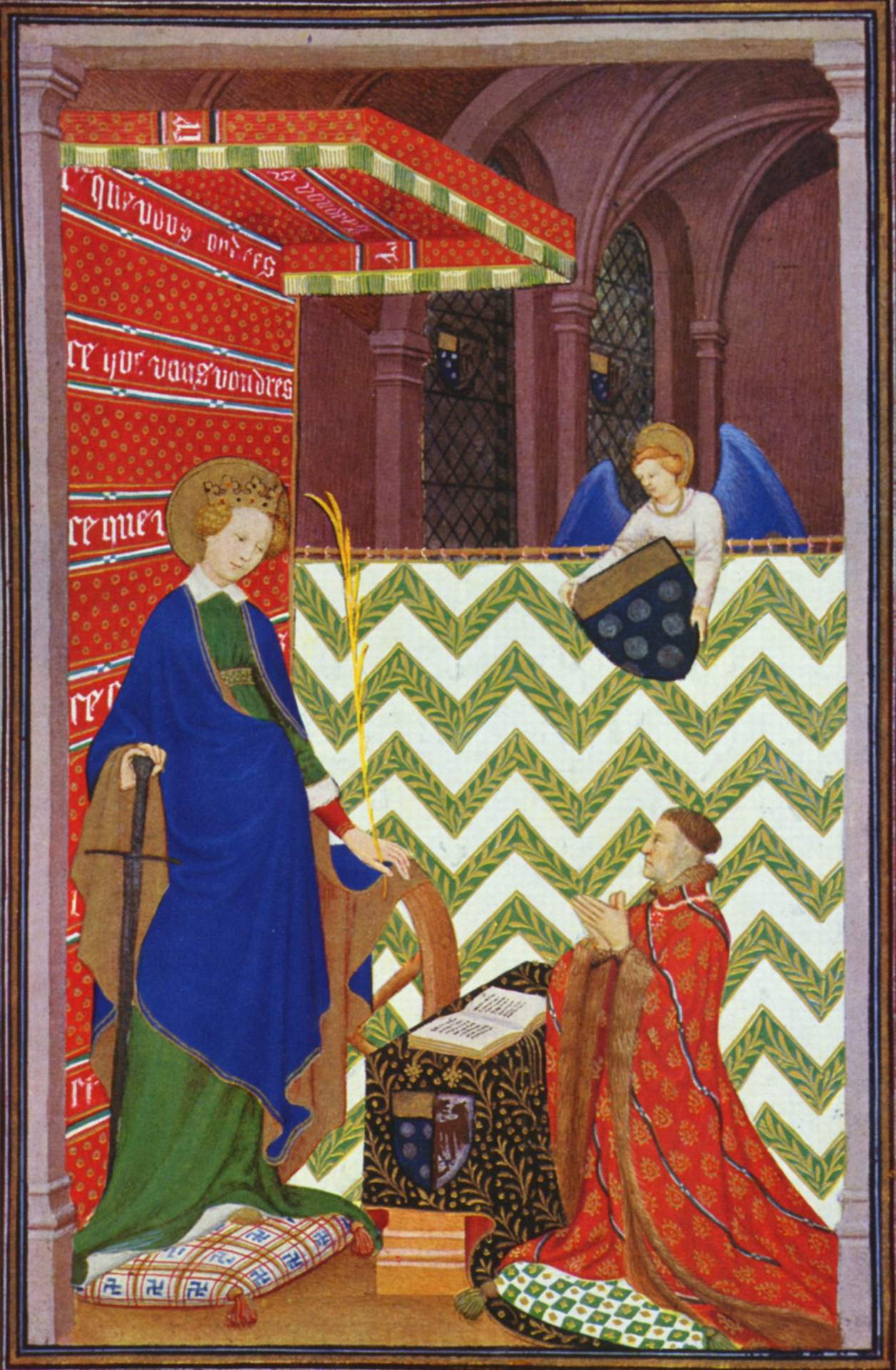
Getijden van Boucicaut f38v, de Boucicaut-meester, Jean Le Meingre in gebed voor de H. Catharina.

Jean II Le Meingre, ook Boucicaut genoemd, (Tours, 1366 – Yorkshire, 1421) was maarschalk van Frankrijk van 1391 tot 1421. Op zijn twaalfde maakte hij als page zijn eerste veldslag mee, op zijn zestiende werd hij geridderd en op zijn achttiende ging hij op kruisvaart. Hij was een befaamd toernooistrijder en een gedreven militair die op zijn vijfentwintigste werd benoemd tot maarschalk van Frankrijk en op zijn vijfendertigste tot gouverneur van Genua. Zijn militaire carrière eindigde toen hij door de Engelsen gevangengenomen werd in de slag bij Azincourt. De bijnaam Boucicaut erfde hij van zijn vader Jean I Le Meingre, die eveneens maarschalk van Frankrijk was. Hij trouwde boven zijn stand en werd geprezen door koningen, keizers en pausen maar ook door de bekendste vrouwelijke schrijver van de middeleeuwen, Christine de Pizan.

## Biografie

### Jeugd
Jean werd geboren als oudste zoon van Jean I Le Meingre en Florie de Lignières. Zijn vader stierf in 1368 en de jonge Jean werd opgevoed door zijn moeder. Later werd hij op school gestuurd en vervolgens aangesteld als erepage van Karel V van Frankrijk en opgevoed samen met de dauphin, de toekomstige Karel VI, en de zoons van een aantal andere edelen verwant met de koninklijke familie of van ridders die zich bijzonder onderscheiden hadden in de dienst van de koning. In 1378, nauwelijks 12 jaar oud, kreeg Boucicaut van de koning de toelating om hertog Lodewijk II van Bourbon te vergezellen als page bij een strafexpeditie tegen Karel II van Navarra. Het leger stond onder de leiding van de hertog van Bourgondië, Filips de Stoute, en behaalde een serie van eclatante successen. Tijdens de campagne overleed Karel V en op 4 november 1380 werd Boucicauts jeugdvriend Karel VI tot koning gekroond.

### Adolescentie
In 1381 vertrok hij voor een nieuwe campagne naar Guyenne onder de leiding van maarschalk Sancerre, een wapenmakker van zijn vader. Bij de belegering van Montguyon liet Boucicaut zich opmerken door zijn moed en uithoudingsvermogen.
Het volgende jaar, 1382, vertrok hij met het leger van Karel VI op een veldtocht naar Vlaanderen om de revolte van Gent tegen Lodewijk van Male onder de leiding van Filips van Artevelde neer te slaan. Op de vooravond van de slag bij Westrozebeke, op 26 november 1382, werd Jean Le Meingre tot ridder geslagen door de hertog van Bourbon; hij was 16 jaar oud. De Vlaamse steden kregen dan de hulp van koning Richard II van Engeland en Henry le Despenser, bisschop van Norwich, leidde een bijzonder succesvolle campagne waarmee hij een groot deel van Vlaanderen veroverde in 1383. Karel VI lanceerde daarop een nieuwe campagne tegen Vlaanderen en verdreef de Engelsen. In de winter van 1383-1384 voegde Boucicaut zich bij het garnizoen van Olivier V de Clisson in Terwaan om de grenzen te bewaken.
Begin 1384 voegde hij zich bij Zöllner van Rothenstein, grootmeester van de Duitse Orde, om deel te nemen aan een ‘kruistocht’ tegen Jagiello, een heidense prins van Litouwen. Boucicaut nam deel aan deze campagne tegen de ‘Saracenen’ aan de zijde van de Ridders van de Duitse orde. In de lente van 1384 keerde hij terug naar Frankrijk en vergezelde de hertogen Jan van Berry en Filips de Stoute van Bourgondië naar Boulogne voor vredesgesprekken met de Engelsen. Datzelfde jaar in september nam hij voor een tweede keer deel aan een ‘kruistocht’ met de Duitse Orde die afgesloten werd met de vrede van Koningsbergen; in januari 1385 keerde hij terug naar Parijs.
Na dit intermezzo hernam Boucicaut zijn dienst bij Bourbon. In juni 1385 trok de hertog met zijn leger naar Poitou om de strijd aan te gaan met de Engelsen. In de verschillende veldslagen en belegeringen ging Boucicaut een steeds belangrijker rol spelen. In 1387 nam hij deel aan een tweede veldtocht in Spanje op vraag van koning Johan I van Castilië, een bondgenoot van Frankrijk, die via Portugal werd aangevallen door de Engelsen. Maar toen ze met grote vertraging in juli 1387 in Burgos aankwamen had Jan van Gent, de hertog van Lancaster, zich al teruggetrokken in Portugal en keerden ze, op vraag van de koning van Castilië terug naar Frankrijk.

### Volwassenheid
Na de veldtocht in Spanje besloot Jean Le Meingre om met zijn wapenmakker en vriend Renaud de Roye, een expeditie naar het oosten op te zetten. Deze reis wordt alleen besproken in de ‘Livre des Fais’. Vanuit Venetië vertrokken ze naar Constantinopel waar ze in februari 1388 aankwamen. Ze verbleven daar tot op het einde van de vasten om dan door te reizen naar Gallipoli om aan sultan Murat I een vrijgeleide te vragen voor een reis door zijn gebieden. Ze verbleven waarschijnlijk van eind maart tot juni aan het hof van de sultan in Gallipoli vooraleer ze via het Europese deel van Turkije en Bulgarije verder trokken naar Hongarije. Ze werden begeleid door een escorte van Murat tot ze zijn grondgebied verlieten. Sigismund van Hongarije ontving de vrienden met open armen omdat hij op zoek was naar vrijwilligers in zijn strijd tegen de markgraaf van Moravië. Ze bleven drie maanden in Hongarije en dan vertrok Renaud de Roye naar Pruisen en Boucicaut reisde af naar Palestina dat hij wou bezoeken alvorens zijn vriend te vervoegen in Pruisen voor een nieuwe wintercampagne tegen de Baltische staten.
De pelgrimage naar het Heilige Land verliep voorspoedig maar Jean Le Meingre vernam op het moment dat hij wou inschepen voor de terugreis dat Filips van Artesië, de graaf van Eu in Damascus gearresteerd was op last van Al-Malik Az-Zahir Sayf ad-Din Barquq, de sultan van Egypte. Omdat Filips van Artesië een nakomeling was van de broer van de Heilige Lodewijk voelde Boucicaut zich verplicht hem gezelschap te houden in zijn gevangenschap. Na vier maanden werden ze vrijgelaten in Caïro dankzij de tussenkomst van de Venetiaanse consul in Alexandrië. Na hun vrijlating in april 1389 vergezelde Boucicaut Filips op diens reis door Palestina. Na nieuwe moeilijkheden in Beiroet konden ze inschepen voor Frankrijk waar ze in oktober 1389 aankwamen.
De wapenstilstand van Leulinghem van 18 juni 1389 maakte een einde aan de vijandelijkheden tussen de Fransen en de Engelsen tot 16 augustus 1392. Engelse edelen konden in die periode vrij door Frankrijk reizen en door de contacten tussen Franse en Engelse ridders werd er gedebatteerd over wie dan wel het dapperste was in de strijd. Dit bracht Jean Le Meingre ertoe om samen met twee jonge ridders, Renaud de Roye en Jean de Sempy, een riddertoernooi te organiseren waarbij ze elke uitdaging zij het van Franse, Engelse of andere ridders om te vechten met vredes- of oorlogswapens zouden beantwoorden. Omdat de uitdaging voornamelijk bedoeld was voor Engelse ridders die zich in Frankrijk bevonden, werd een terrein uitgekozen bij de abdij van Saint-Inglevert tussen Calais (waar de Engelsen resideerden) en Boulogne. In de dertig dagen die voorzien waren meldden zich tussen de zestig en honderd uitdagers, meestal Engelsen.

### Maarschalk
In 1391 trok Boucicaut voor de derde maal naar Pruisen om te vechten aan de zijde van de Duitse Orde, nu onder leiding van Koenraad van Wallenrode, tegen een leger van Russen, Polen en Litouwers onder het commando van Wladislaus II Jagiello van Polen. Tijdens deze campagne vochten ze samen met Hendrik, graaf van Derby, de latere koning Hendrik IV van Engeland. Boucicaut werd teruggeroepen naar Frankrijk want maarschalk Blainville was overleden en Karel VI had Boucicaut benoemd tot zijn opvolger. Met deze benoeming volgde hij de man op die in 1383 zijn vader was opgevolgd. Een van zijn eerste opdrachten bestond erin het Franse gezag in Poitou, Berry, Auvergne en alle gebieden van de hertog van Berry in Guyenne te verstevigen en de plunderende Gascogners te verdrijven.

#### Nicopolis

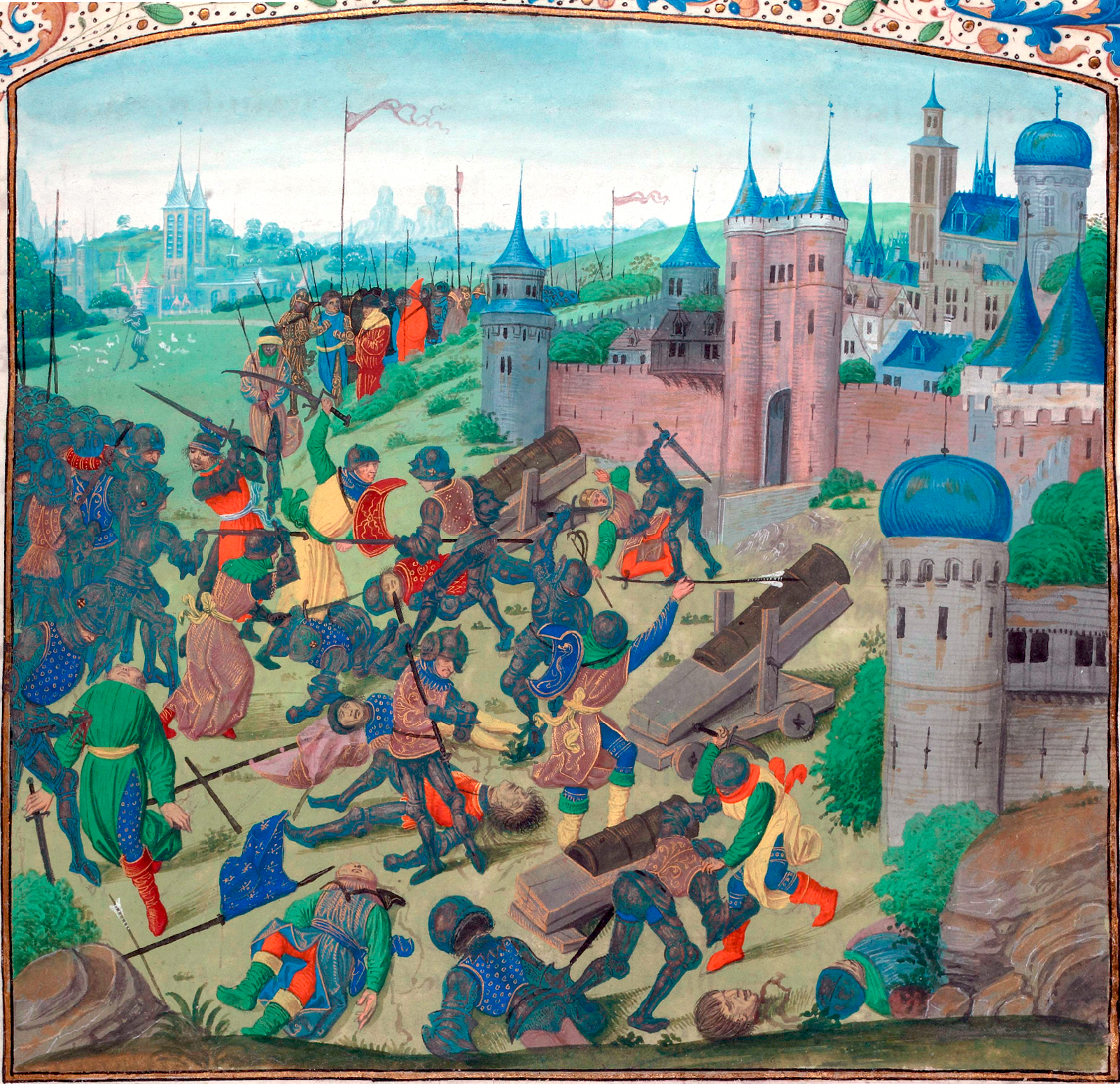
De Slag bij Nicopolis, Kronieken van Froissart uit de bibliotheek van Lodewijk van Gruuthuuse, Bibliothèque nationale de France, Ms. fr. 2646, fol. 220)

In 1396 trokken Jean Le Meingre en zijn broer Geoffroy met een leger onder leiding van Jan van Nevers, de toekomstige hertog van Bourgondië Jan zonder Vrees, naar Hongarije om Sigismund van Hongarije bij te staan in zijn strijd tegen de Turken. Onder meer Engelram van Coucy, raadgever van Jan van Nevers, Jacob II van Bourbon, Jan van Vienne, Gui de La Trémoïlle, Filips van Artesië, Hendrik van Bar en een hele schare Franse edelen waren ook van de partij. Aangekomen in Hongarije besloten de Fransen zich niet te beperken tot de assistentie aan Sigismund, maar op te trekken tegen de Turken. Ze trokken van Boedapest langs de Donau het Ottomaanse gebied in. In Vidin behaalden de kruisvaarders hun eerste overwinning; de inheemse vorst (vazal van de sultan) gaf zich zonder verzet over. Het Turkse garnizoen werd afgeslacht. Het volgende doel, Rachova (Orjachovo), werd verrast door het snel oprukken van 500 krijgslieden die de brug bezetten voordat deze opgehaald of vernietigd kon worden. Met door Sigismund aangevoerde versterkingen wist men de stad snel te veroveren dankzij de hulp van de Bulgaarse inwoners. Als dank werd de gehele stad uitgemoord, geplunderd en in brand gestoken. Hierop trokken de ‘kruisvaarders’ verder naar Nicopolis, het huidige Nikopol in Bulgarije. Nicopolis was een belangrijke stad, een vesting gelegen op een hoge kalkstenen rots, van waaruit het verkeer op de Donau gecontroleerd werd. In 1395 was de stad ingenomen door sultan Bayezid I en was het Bulgaarse koninkrijk een Ottomaanse provincie geworden. De Fransen hadden geen belegeringswerktuigen meegenomen en besloten om de stad uit te hongeren, maar de Turkse gouverneur Dogan Bey was op de hoogte van de komst van het kruisvaarderleger en had zijn voorzorgen genomen. In afwachting van de overgave van Nicopolis doodden de Franse ridders de tijd met festijnen waar de wijn rijkelijk vloeide en orgieën met de vrouwen die het leger volgden. De sultan die op dat moment het beleg had geslagen voor Constantinopel haastte zich met tienduizend ruiters naar Nicopolis waar hij drie weken na de val van Rachova aankwam. De kruisvaarders hadden de komst van de sultan ontkend maar toen verkenners van Sigismund het leger van de Sultan ontdekten op zes mijl van Nicopolis sloeg de paniek toe. De meer dan duizend Turkse krijgsgevangenen werden op de avond van 24 september vermoord en het leger maakte zich haastig klaar voor de slag waarvan iedereen dacht dat hij moeiteloos zou gewonnen worden. Op 25 september werd de slag bij Nicopolis uitgevochten met desastreuze gevolgen voor de Fransen vooral omwille van hun ondoordacht, impulsief optreden. Ze weigerden de infanterie van Sigismund voorop te laten gaan en reden als fiere ridders enthousiast hun ondergang tegemoet. De jonge Jean Le Meingre had hier een groot aandeel in. Op 26 september ontdekten de Turken de lijken van de Turkse krijgsgevangen die voor de veldslag door de Fransen waren uitgemoord en de sultan besloot daarop evenveel Fransen te onthoofden. De Fransen waarvoor een losgeld kon gevraagd worden werden gespaard maar moesten de terechtstelling bijwonen. Het verhaal gaat dat de toekomstige Jan zonder Vrees Boucicaut herkende in de rij van de slachtoffers en de sultan op zijn knieën smeekte om de maarschalk te sparen. De weinige overlevende Franse edelen werden opgesloten in Gallipoli. De eerste teruggekeerden die in Parijs berichtten over de verschrikkelijke slachting werden bedreigd met opsluiting indien ze hun ‘leugens’ volhielden, maar op kerstdag 1396 kwam Jacques de Heilly het droeve nieuws aan de koning melden. Hij was met brieven van sultan Bayezid naar Frankrijk gestuurd op vraag van de graaf van Nevers. Het zou tot juni 1397 duren eer een akkoord over een losgeld van tweehonderdduizend florijnen kon worden afgesloten. Verschillende van de belangrijke gevangenen waren ondertussen overleden. Pas in februari 1398 keerde Jan zonder Vrees terug in Frankrijk. Boucicaut werd al in januari 1397 vrijgekocht en na zijn bemiddeling tussen de sultan en diverse financiers in de Levant voor het garanderen van het enorme losgeld, was hij op 1 november 1397 terug in Frankrijk.

#### Constantinopel
Door de dood van de graaf van Eu was Boucicaut ondertussen benoemd tot eerste maarschalk van Frankrijk. Lodewijk van Sancerre werd benoemd tot connétable. In mei 1398 kreeg hij de opdracht om Archambaud VI, de veroordeelde graaf van Perigord uit de burcht van Montignac te verdrijven. Nadat hij deze taak tot een goed einde had gebracht werd hij naar Constantinopel gestuurd om keizer Manuel II ter hulp te komen bij een blokkade door sultan Bayezid. Boucicaut reisde met een kleine vloot van vier schepen naar de Bosporus waar hij samen met acht Venetiaanse, twee schepen van Rhodos en een schip van Mytilene zonder verdere problemen aankwam. Het lukte Boucicaut om de blokkade tijdelijk te breken en een versterkte burcht van de Ottomanen aan de Zwarte Zee in te nemen en te vernietigen. Bij zijn terugkeer van deze campagne kon hij ook een aantal door de gevluchte Turken achtergelaten schepen verbranden. Maar de echte redding van Constantinopel was te danken aan de inval van Timoer Lenk in Anatolië wat Bayezid verplichtte het beleg op te heffen. Uiteindelijk werd Bayezid door de Mongolen verslagen in de Slag bij Ankara op 20 juli 1402.

#### Gouverneur van Genua
Genua in Italië was een machtige stadstaat in de 14e eeuw maar werd geplaagd door een chronische politieke instabiliteit. De adel en de burgerij eisten om beurt het gezag op, wat de stad verzwakte ten opzichte van de ‘buitenlandse’ concurrenten zoals Venetië, Milaan en Florence. In 1394 vroeg de doge Antonio Adorno de bescherming van Frankrijk en op 25 oktober 1396 werd een verdrag getekend dat de overdracht regelde. Op 27 november werd de macht overgenomen door François de Sassenage, gouverneur van Asti, in naam van de Franse koning Karel VI. De gouverneur mislukte jammerlijk in zijn taak en ook zijn opvolgers slaagden er niet in de rust in Genua te herstellen. Karel VI besloot dan in 1401 om Jean II Le Meingre te benoemen. Hij werd aangesteld op 23 maart van dat jaar en vestigde zich in Genua in oktober. Na orde op zaken gesteld te hebben in de stad en de strijd tussen Ghibellijnen en Welfen te hebben beteugeld, ging hij zich bezighouden met de verdediging van de Genuese belangen in de Levant. Hij ontzette de Genuese havens op Cyprus en voerde dan verder een campagne tegen de Turken met onder meer een raid tegen Beiroet. Daarbij zouden Venetiaanse bezittingen geplunderd zijn. Het resultaat daarvan was dat de Genuese vloot werd aangevallen door een Venetiaanse vloot onder leiding van Carlo Zeno die de bewegingen van Boucicaut geschaduwd had en had doorgegeven aan de Turken. De zeeslag bij Modon van 7 oktober 1403 kende geen definitieve winnaar maar de Genuese verliezen waren hoog. Boucicaut wou hierop een oorlog tegen Venetië opzetten maar werd hiervan weerhouden door Karel VI.
Na deze eerste conflicten raakte Boucicaut meer en meer betrokken bij de machtsstrijd tussen de stadstaten in Italië, waarin ook de paus zich niet onbetuigd liet. Zo hielp hij Gabriel Maria Visconti na de dood van diens vader, Gian Galeazzo Visconti, zijn bezittingen in Pisa te beschermen waardoor hij in conflict kwam met Florence maar ook in aanvaring kwam met Karel VI. In Genua groeide ondertussen de onvrede met het beleid van de Franse gouverneur en wanneer die in juli 1409 een campagne tegen Milaan begon sloeg de markies van Montferrat, Theodore II, samen met huurling Facino Cane in de herfst het beleg op voor Genua. Een van de partijen in Genua kwam in opstand tegen het Franse gezag en droeg de stad over aan de markies. De steden onder het gezag van Genua volgden en verwierpen op hun beurt de Franse heerschappij. Facino trachtte de terugkeer van Boucicaut naar Genua te verhinderen en verplicht diens leger zich in te graven bij Gavi. Door geldgebrek werd de situatie voor Le Meingre snel hopeloos en de steun van de Franse koning bleef achterwege. Ook al ruïneerde Boucicaut zichzelf in vergeefse pogingen om stand te houden, hij investeerde 80.000 livre tournois in de veldtocht, en moest hij in november 1410 Lombardije verlaten.

### Het einde
Ondanks de onheuse behandeling op financieel gebied bleef Jean Le Meingre trouw aan Karel VI. De vorst die door zijn geestesziekte telkens weer van vertrouwenspersoon wisselde, en laveerde tussen de facties van de Bourgondiërs en de Armagnacs. Dat verplichtte Boucicaut, ondanks zijn persoonlijke vriendschappen en loyauteit, nu de ene en dan de andere partij te bevechten.
In 1415 begon Hendrik V van Engeland een nieuwe campagne tegen Normandië. Een deel van het Engelse leger dat optrok naar Calais en het Franse leger onder leiding van Boucicaut zouden slag leveren bij Azincourt. Volgens Lalande had Boucicaut de leiding maar zijn advies om voorzichtig te zijn werd opzij gezet door de hertogen van Bourbon en Alençon. Maar recente studies van de krijgsplannen die ontdekt werden in 1984 tonen aan dat Boucicaut verantwoordelijk was voor het plan of alleszins voor de beginfase van de strijd. De afloop van de slag was desastreus voor de Fransen. Ook Jean Le Meingre werd gevangengenomen en werd via Calais naar Engeland overgebracht. Boucicaut slaagde er niet in om zichzelf vrij te kopen: zijn eigen fortuin was verloren gegaan tijdens de campagne in Genua en de familie van zijn vrouw, Antoinette de Turenne, blokkeerde haar nalatenschap na haar dood in 1416. Boucicaut stierf in gevangenschap in Yorkshire in 1421. Zijn stoffelijke resten werden overgebracht naar Frankrijk en hij werd bijgezet in de basiliek van Sint-Maarten van Tours. Zijn echtgenote werd vijf jaar later bij hem herbegraven.

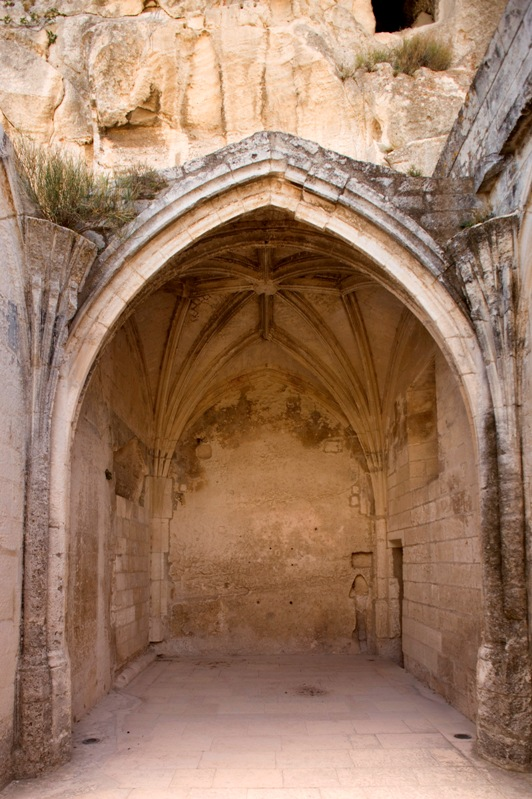
De kapel in de burcht van Les Baux waar Antoinette de Turenne in het huwelijk trad met maarschalk Jean II Le Meingre

## Huwelijk
Antoinette de Turenne was een dochter van Raimond de Turenne en van Marie d’Auvergne. Ze werd geboren in 1380. Haar vader stond bekend als de ‘Gesel van Provence’ omwille van de oorlogen die hij voerde tegen Clemens VII, Benedictus XIII en Maria van Blois en de plunderingen van de streek die hij uitvoerde vanuit zijn adelaarsnest in Les Baux. In 1393 werd er door tegenpaus Clemens VII, gravin Maria van Blois, en de grootvader van de jonge Antoinette, Guillaume III Roger de Beaufort, aangestuurd op een huwelijk met Karel van Maine uit het huis Anjou. Maar Raymond van Turenne verzette zich hier tegen en accepteerde daarentegen wel het voorstel van Karel VI om zijn dochter uit te huwelijken aan Jean Le Meingre. Het huwelijk werd ingezegend op het kasteel van Les Baux op 23 december 1393, Antoinette was slechts dertien jaar oud, Jean Le Meingre zevenentwintig. Het echtpaar had slechts één kind, een zoon Jean die jong stierf. Antoinette overleed een jaar na de gevangenneming van haar man in de Slag bij Azincourt.

## L’ordre de l’escu vert à la dame blanche
Op 11 april 1400 stichtte Jean Le Meingre de De orde van het groene schild met de witte dame met de bedoeling de eer, de landerijen en de bezittingen van adellijke dames, die in de woelige periode van het einde van de veertiende eeuw weduwe of wees geworden waren of op een andere manier zonder mannelijke verdediger waren geraakt, te beschermen tegen weinig scrupuleuze edelen die de kans schoon zagen om een en ander in te palmen. Hij werd hierbij geïnspireerd door de idealen van de ridderlijkheid, maar was toch vooral geraakt door de ellende en de weerloosheid van een aantal edelvrouwen die hun beklag kwamen doen en hun rechten kwamen opeisen aan het hof van Karel VI, maar geen verdedigers vonden die het voor hen wouden opnemen.